# كونكورد (كاليفورنيا)
كونكورد (بالإنجليزية: Concord)‏ هي إحدى مدن مقاطعة كونترا كوستا، كاليفورنيا. تم إعطاءها لقب مدينة في 9 فبراير، 1905.

## التركيبة السكانية
حدّد مكتب تعداد الولايات المتحدة بيانات التركيبة السكانية لكونكورد في تعداد الولايات المتحدة. في ما يلي، التركيبة السكانية حسب تعدادي 2000 و2010.

### تعداد عام 2000
بلغ عدد سكان كونكورد 121,780 نسمة بحسب تعداد عام 2000، وبلغ عدد الأسر 44,020 أسرة وعدد العائلات 30,322 عائلة مقيمة في المدينة. في حين سجلت الكثافة السكانية 1,539.4 نسمة لكل كيلومتر مربع (3,987.0/ميل2). وبلغ عدد الوحدات السكنية 45,083 وحدة بمتوسط كثافة قدره 569.9 لكل كيلومتر مربع (1,476.0/ميل2).
وتوزع التركيب العرقي للمدينة بنسبة 70.71% من البيض و3.04% من الأمريكيين الأفارقة و0.76% من الأمريكيين الأصليين و9.39% من الأمريكيين ذوي الأصول الآسيوية و0.50% من سكان جزر المحيط الهادئ و9.65% من الأعراق الأخرى و5.94% من عرقين مختلطين أو أكثر و21.81% من الهسبانيون أو اللاتينيون من أي عرق.
بلغ عدد الأسر 44,020 أسرة كانت نسبة 37.7% منها لديها أطفال تحت سن الثامنة عشر تعيش معهم، وبلغت نسبة الأزواج القاطنين مع بعضهم البعض 51.4% من أصل المجموع الكلي للأسر، ونسبة 12.3% من الأسر كان لديها معيلات من الإناث دون وجود شريك، بينما كانت نسبة 5.2% من الأسر لديها معيلون من الذكور دون وجود شريكة وكانت نسبة 31.1% من غير العائلات. تألفت نسبة 23.2% من أصل جميع الأسر من عدة أفراد يعيشون في نفس المنزل ونسبة 7.2% كانت تتألف من شخص يعيش بمفرده يبلغ من العمر 65 عاماً أو أكثر. وبلغ متوسط حجم الأسرة المعيشية 2.74، أما متوسط حجم العائلات فبلغ 3.22.
بلغ العمر الوسطي للسكان 35.1 عاماً. وكانت نسبة 25.3% من القاطنين تحت سن الثامنة عشر، وكانت نسبة 8.9% بين الثامنة عشر والرابعة والعشرين عاماً، ونسبة 32.6% كانت واقعةً في الفئة العمرية ما بين الخامسة والعشرين والرابعة والأربعين عاماً، ونسبة 22.1% كانت ما بين الخامسة والأربعين والرابعة والستين، ونسبة 10% كانت ضمن فئة الخامسة والستين عاماً فما فوق. يوجد لكل 100 أنثى 98.2 ذكر، ويوجد لكل 100 أنثى في الثامنة عشر من عمرها فما فوق 96.1 ذكر.
بلغ متوسط دخل الأسرة في المدينة 52,482 دولارًا، أما متوسط دخل العائلة فبلغ 57,421 دولارًا. وكان متوسط دخل الذكور 41,169 دولارًا مقابل 32,108 دولارًا للإناث. وسجل دخل الفرد الخاص بالمدينة 23,233 دولارًا. وكانت نسبة 4.5% من العائلات ونسبة 7.3% من السكان تحت خط الفقر، وكان من هؤلاء نسبة 8.2% تحت سن الثامنة عشر ونسبة 6.2% في الخامسة والستين من العمر وما فوق.

### تعداد عام 2010
بلغ عدد سكان كونكورد 122,067 نسمة بحسب تعداد عام 2010، وبلغ عدد الأسر 44,278 أسرة وعدد العائلات 30,074 عائلة مقيمة في المدينة. في حين سجلت الكثافة السكانية 1,543 نسمة لكل كيلومتر مربع (3,996.4/ميل2). وبلغ عدد الوحدات السكنية 47,125 وحدة بمتوسط كثافة قدره 595.7 لكل كيلومتر مربع (1,542.9/ميل2).
وتوزع التركيب العرقي للمدينة بنسبة 64.53% من البيض و3.58% من الأمريكيين الأفارقة و0.70% من الأمريكيين الأصليين و11.09% من الأمريكيين ذوي الأصول الآسيوية و0.67% من سكان جزر المحيط الهادئ و13.08% من الأعراق الأخرى و6.35% من عرقين مختلطين أو أكثر و30.57% من الهسبانيون أو اللاتينيون من أي عرق.
بلغ عدد الأسر 44,278 أسرة كانت نسبة 34.8% منها لديها أطفال تحت سن الثامنة عشر تعيش معهم، وبلغت نسبة الأزواج القاطنين مع بعضهم البعض 49.1% من أصل المجموع الكلي للأسر، ونسبة 12.7% من الأسر كان لديها معيلات من الإناث دون وجود شريك، بينما كانت نسبة 6.1% من الأسر لديها معيلون من الذكور دون وجود شريكة وكانت نسبة 32.1% من غير العائلات. تألفت نسبة 23.5% من أصل جميع الأسر من عدة أفراد يعيشون في نفس المنزل ونسبة 8.2% كانت تتألف من شخص يعيش بمفرده يبلغ من العمر 65 عاماً أو أكثر. وبلغ متوسط حجم الأسرة المعيشية 2.73، أما متوسط حجم العائلات فبلغ 3.22.
بلغ العمر الوسطي للسكان 37.0 عاماً. وكانت نسبة 22.9% من القاطنين تحت سن الثامنة عشر، وكانت نسبة 9% بين الثامنة عشر والرابعة والعشرين عاماً، ونسبة 29.4% كانت واقعةً في الفئة العمرية ما بين الخامسة والعشرين والرابعة والأربعين عاماً، ونسبة 27% كانت ما بين الخامسة والأربعين والرابعة والستين، ونسبة 11.8% كانت ضمن فئة الخامسة والستين عاماً فما فوق. وتوزع التركيب الجنسي للسكان بنسبة 49.7% ذكور و50.3% إناث.

## المناخ
يظهر الجدول التالي التغييرات المناخية على مدار السنة لكونكورد:
| البيانات المناخية لـكونكورد                            | البيانات المناخية لـكونكورد | البيانات المناخية لـكونكورد | البيانات المناخية لـكونكورد | البيانات المناخية لـكونكورد | البيانات المناخية لـكونكورد | البيانات المناخية لـكونكورد | البيانات المناخية لـكونكورد | البيانات المناخية لـكونكورد | البيانات المناخية لـكونكورد | البيانات المناخية لـكونكورد | البيانات المناخية لـكونكورد | البيانات المناخية لـكونكورد | البيانات المناخية لـكونكورد |
| الشهر                                                  | يناير                       | فبراير                      | مارس                        | أبريل                       | مايو                        | يونيو                       | يوليو                       | أغسطس                       | سبتمبر                      | أكتوبر                      | نوفمبر                      | ديسمبر                      | المعدل السنوي               |
| ------------------------------------------------------ | --------------------------- | --------------------------- | --------------------------- | --------------------------- | --------------------------- | --------------------------- | --------------------------- | --------------------------- | --------------------------- | --------------------------- | --------------------------- | --------------------------- | --------------------------- |
| الدرجة القصوى °ف (°م)                                  | 76.0 (24.4)                 | 78.0 (25.6)                 | 86.0 (30.0)                 | 96.0 (35.6)                 | 99.0 (37.2)                 | 105.0 (40.6)                | 104.0 (40.0)                | 109.0 (42.8)                | 110.0 (43.3)                | 99.0 (37.2)                 | 84.0 (28.9)                 | 74.0 (23.3)                 | 106.0 (41.1)                |
| متوسط درجة الحرارة الكبرى °ف (°م)                      | 55.2 (12.9)                 | 58.8 (14.9)                 | 63.1 (17.3)                 | 69.9 (21.1)                 | 75.5 (24.2)                 | 83.5 (28.6)                 | 87.6 (30.9)                 | 87.8 (31.0)                 | 85.2 (29.6)                 | 75.2 (24.0)                 | 62.7 (17.1)                 | 56.7 (13.7)                 | 73.3 (22.9)                 |
| متوسط درجة الحرارة الصغرى °ف (°م)                      | 37.2 (2.9)                  | 39.8 (4.3)                  | 46.4 (8.0)                  | 48.6 (9.2)                  | 53.1 (11.7)                 | 55.6 (13.1)                 | 55.0 (12.8)                 | 54.4 (12.4)                 | 57.2 (14.0)                 | 52.9 (11.6)                 | 45.8 (7.7)                  | 41.3 (5.2)                  | 50.3 (10.2)                 |
| أدنى درجة حرارة °ف (°م)                                | 21 (−6)                     | 24 (−4)                     | 29 (−2)                     | 35 (2)                      | 39 (4)                      | 40 (4)                      | 41 (5)                      | 41 (5)                      | 38 (3)                      | 34 (1)                      | 27 (−3)                     | 22 (−6)                     | 21 (−6)                     |
| الهطول إنش (مم)                                        | 4.73 (120)                  | 3.89 (99)                   | 2.33 (59)                   | 1.17 (30)                   | 0.68 (17)                   | 0.18 (4.6)                  | 0 (0)                       | 0.03 (0.76)                 | 0.03 (0.76)                 | 0.77 (20)                   | 2.88 (73)                   | 4.69 (119)                  | 21.38 (543)                 |
| متوسط أيام هطول الأمطار (≥ 0.01 in)                    | 11                          | 11                          | 8                           | 6                           | 4                           | 1                           | 0                           | 0                           | 1                           | 3                           | 6                           | 10                          | 59                          |
| المصدر: Western Regional Climate Center (1991–present) |                             |                             |                             |                             |                             |                             |                             |                             |                             |                             |                             |                             |                             |

## توأمة
لكونكورد (كاليفورنيا) اتفاقيات توأمة مع:
- كيتاكامي

## أعلام
- لاري بريجمان
- دون روز
- توم هانكس
- ديف شيد
- بيل روبر
- جيم كرونين
- ويليام جاي أوزوالد
- لانا لين
- سونيا إيدي
- جورج أرمسترونغ